# Vitry-sur-Loire
Pour les articles homonymes, voir Vitry.
Vitry-sur-Loire est une commune française située dans le département de Saône-et-Loire, en région Bourgogne-Franche-Comté.

## Géographie

### Climat
Pour des articles plus généraux, voir Climat de la Bourgogne-Franche-Comté et Climat de Saône-et-Loire.
En 2010, le climat de la commune est de type climat océanique dégradé des plaines du Centre et du Nord, selon une étude du Centre national de la recherche scientifique s'appuyant sur une série de données couvrant la période 1971-2000. En 2020, Météo-France publie une typologie des climats de la France métropolitaine dans laquelle la commune est exposée à un climat océanique altéré et est dans la région climatique Centre et contreforts nord du Massif Central, caractérisée par un air sec en été et un bon ensoleillement.
Pour la période 1971-2000, la température annuelle moyenne est de 11 °C, avec une amplitude thermique annuelle de 16,3 °C. Le cumul annuel moyen de précipitations est de 813 mm, avec 11,8 jours de précipitations en janvier et 7,2 jours en juillet. Pour la période 1991-2020, la température moyenne annuelle observée sur la station météorologique installée sur la commune est de 11,5 °C et le cumul annuel moyen de précipitations est de 824,9 mm. 
La température maximale relevée sur cette station est de 42 °C, atteinte le 10 août 2003 ; la température minimale est de −21,5 °C, atteinte le 16 janvier 1985,,.
| Mois                                  | jan.             | fév.            | mars          | avril       | mai             | juin          | jui.            | août           | sep.          | oct.            | nov.            | déc.            | année      |
| ------------------------------------- | ---------------- | --------------- | ------------- | ----------- | --------------- | ------------- | --------------- | -------------- | ------------- | --------------- | --------------- | --------------- | ---------- |
| Température minimale moyenne (°C)     | 0,5              | 0,1             | 2,7           | 4,7         | 8,6             | 11,8          | 13,6            | 13,5           | 9,9           | 7,5             | 3,5             | 1,1             | 6,5        |
| Température moyenne (°C)              | 3,6              | 4,2             | 7,9           | 10,5        | 14,6            | 18            | 20,1            | 20             | 15,9          | 12,3            | 7               | 4,1             | 11,5       |
| Température maximale moyenne (°C)     | 6,7              | 8,2             | 13            | 16,3        | 20,7            | 24,3          | 26,7            | 26,6           | 21,9          | 17              | 10,5            | 7,1             | 16,6       |
| Record de froid (°C) date du record   | −21,5 16.01.1985 | −13,5 12.02.12  | −13 01.03.05  | −6 08.04.03 | −0,5 15.05.1995 | 2 04.06.01    | 4,5 04.07.1984  | 2,5 31.08.1986 | 0,5 25.09.02  | −7,5 31.10.1997 | −8,5 24.11.1998 | −13,2 26.12.10  | −21,5 1985 |
| Record de chaleur (°C) date du record | 18 30.01.02      | 21,5 24.02.1990 | 24,5 26.03.06 | 31 30.04.05 | 34,2 20.05.22   | 39,2 27.06.11 | 40,5 31.07.1983 | 42 10.08.03    | 36,2 10.09.23 | 31,3 09.10.23   | 22,5 03.11.05   | 18,5 14.12.1989 | 42 2003    |
| Précipitations (mm)                   | 62,8             | 52,7            | 51,7          | 65,2        | 84,1            | 72            | 63,8            | 68,2           | 63,5          | 77,6            | 88,3            | 75              | 824,9      |

| Diagramme climatique                                  |            |           |             |             |            |              |              |             |           |             |          |
| J                                                     | F          | M         | A           | M           | J          | J            | A            | S           | O         | N           | D        |
| 6,70,562,8                                            | 8,20,152,7 | 132,751,7 | 16,34,765,2 | 20,78,684,1 | 24,311,872 | 26,713,663,8 | 26,613,568,2 | 21,99,963,5 | 177,577,6 | 10,53,588,3 | 7,11,175 |
| Moyennes : • Temp. maxi et mini °C • Précipitation mm |            |           |             |             |            |              |              |             |           |             |          |

Les paramètres climatiques de la commune ont été estimés pour le milieu du siècle (2041-2070) selon différents scénarios d'émission de gaz à effet de serre à partir des nouvelles projections climatiques de référence DRIAS-2020. Ils sont consultables sur un site dédié publié par Météo-France en novembre 2022.

## Urbanisme

### Typologie
Au 1er janvier 2024, Vitry-sur-Loire est catégorisée commune rurale à habitat dispersé, selon la nouvelle grille communale de densité à sept niveaux définie par l'Insee en 2022.
Elle est située hors unité urbaine. Par ailleurs la commune fait partie de l'aire d'attraction de Bourbon-Lancy, dont elle est une commune de la couronne,. Cette aire, qui regroupe 12 communes, est catégorisée dans les aires de moins de 50 000 habitants,.

### Occupation des sols
L'occupation des sols de la commune, telle qu'elle ressort de la base de données européenne d’occupation biophysique des sols Corine Land Cover (CLC), est marquée par l'importance des territoires agricoles (91,2 % en 2018), une proportion identique à celle de 1990 (91,2 %). La répartition détaillée en 2018 est la suivante : prairies (65,1 %), zones agricoles hétérogènes (23,9 %), forêts (5,8 %), terres arables (2,2 %), zones urbanisées (1,8 %), eaux continentales (1,2 %), milieux à végétation arbustive et/ou herbacée (0,1 %). L'évolution de l’occupation des sols de la commune et de ses infrastructures peut être observée sur les différentes représentations cartographiques du territoire : la carte de Cassini (XVIIIe siècle), la carte d'état-major (1820-1866) et les cartes ou photos aériennes de l'IGN pour la période actuelle (1950 à aujourd'hui).

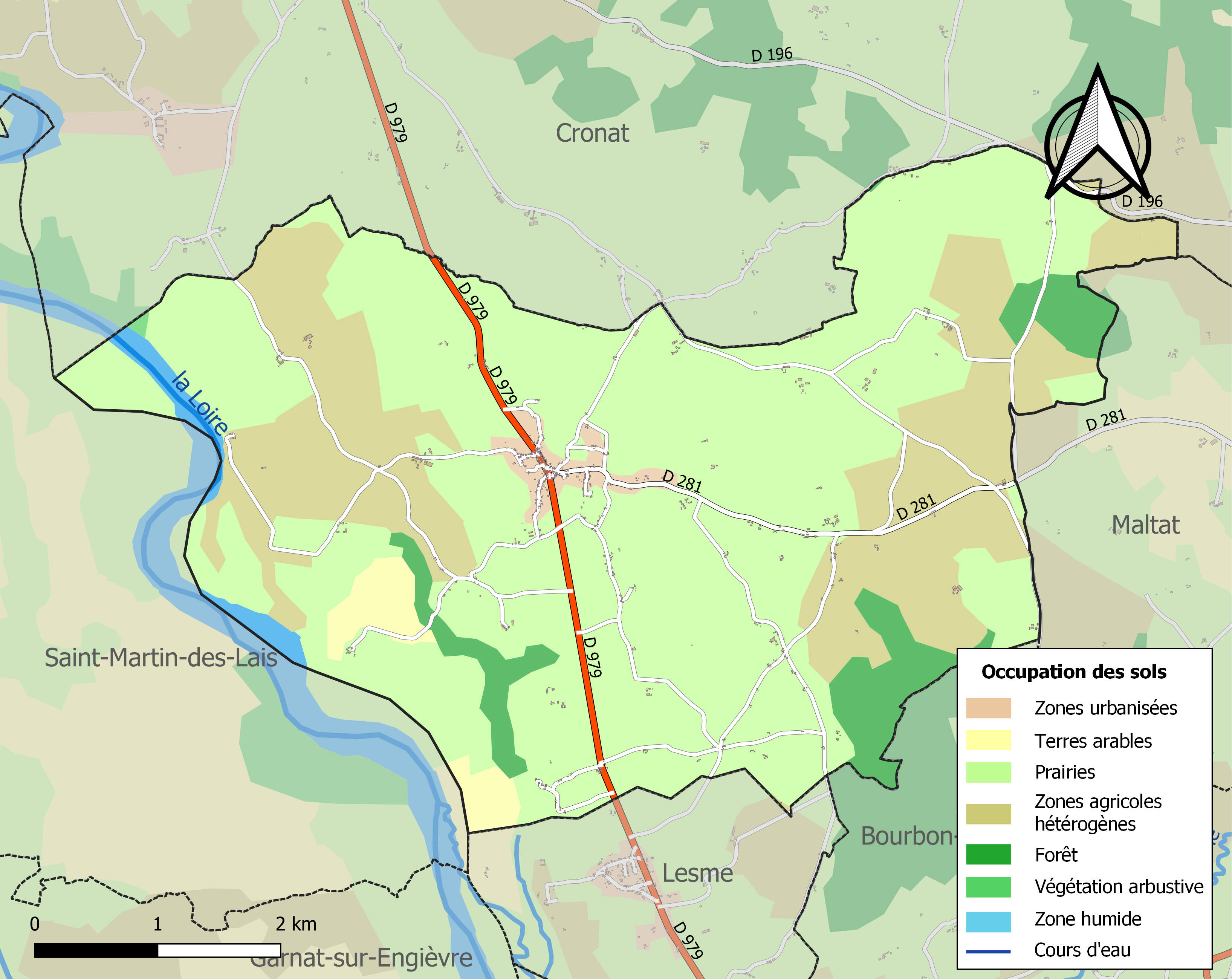
Carte des infrastructures et de l'occupation des sols de la commune en 2018 (CLC).

## Histoire

### La baronnie de Vitry
Ci-après, les différents propriétaires connus du château :
- 968 : Ansender 1er de Bourbon.
- 1055 : Ansender II, fils d'Ansender 1er de Bourbon.
- 1292 : Jean de Bourbon, seigneur de Vitry.
- 1307 : Jeannet de Bourbon dit « Papillet », époux d'Agnès qui, devenue veuve, se remaria avec Hugues de Varigny, seigneur du Deffend, à Garnat.
- 1347 : Jean de Bourbon, seigneur de Vitry, époux d’Agnès, fille du seigneur d’Arcy en Brionnais.
- 1360 : Girard de Bourbon, né en 1332, il épousa en 1361 Alix de Bourbon, fille du seigneur de Montperoux, à Grury.
- 1378 : Partage de la seigneurie de Vitry entre Aulais de Bourbon, veuve de Girard de Bourbon, seigneur de Vitry, et Jean de Champagny, procureur de Guillaume de Marloux, seigneur de Chizeuil et de Givry, mari d’Isabeau de Bourbon et fille de Girard.
- 1410 : Louis de Lestinois, seigneur de Montaigu-sur-Billon et de Châteldon, baron de Vitry, fils de Girard de Bourbon et de Jeanne de Chatillon, dame de Larochemillay (peut-être sa première épouse).
- 1412 : Guillaume de Mello dit « de Marloux », seigneur d’Epoisse, Chigneuil et Givry en Chalonnais, beau-frère de Louis de Lestinois, époux de Isabeau de Bourbon.
- 1416 : Jean de Lestinois de Vienne.
- 1420 : Isabelle de Lestinois, dame de Vitry, veuve de Jean de Vienne.
- 1437 : Charles de Mello, seigneur de Saint-Bris, seigneur de Blaigny, baron de Vitry et seigneur de La Roche et Millay, époux d'Isabeau, dame de Montagu, de Listenois et de Châtel-Odon, fille de Louis Aycelin, seigneur de Listenois.
- 1484 : Jean de Vienne, seigneur de Lestinois, époux d'Anne.
- 1520 : François de Vienne, époux de Bénigne de Granson, maréchal et sénéchal du Nivernais.
- 1524 : Bénigne de Granson, baronne de la Ferté-Chaudron, Montaigu-sur-Billon, Chatelledon, Montgilbert, Le Boeil-au-Donjon, Vitry-sur-Loire, Arc-en-Barrois, veuve de François de Vienne, baron de Vitry et seigneur de Lestinois.
- 1559 : Louis, seigneur de La Fayette et de Monteilgelat, époux d'Anne de Vienne, fille de François de Vienne, seigneur de Listenois. Ils eurent deux enfants : François seigneur de La Fayette, tué en 1557 et Jacqueline, dame de La Fayette et de Pontgibault, qui épousa le 11 mars 1558 Gui, comte du Lude, mort en 1585.
- 1571 : Gaspard de Saulx, marquis de Tavannes, né en mars 1510. Il fut nommé maréchal de France le 28 novembre 1570, amiral des Galères du Levant, gouverneur de Bourgogne pendant les guerres de religion, conseiller militaire du duc d’Anjou. Il épousa le 16 décembre 1546 Françoise de La Baume, fille de Jean, comte de Montrevel. Il décéda en juin 1573. Il eut cinq enfants, Henri Charles, Guillaume II, Jean, Jeanne et Claude.
- 1582 : Françoise de La Baume, veuve de Gaspard de Saulx.
- 1603 : Jean de Saulx, fils de Gaspard de Saulx, chevalier des Ordres du Roy, conseiller en ses Conseils d’État et Privé, maréchal de camp, vicomte de Tavannes, marquis de Miribel, baron de Sully, d'Igornay, du Donjon et de Vitry. Il épousa le 14 janvier 1579 Catherine Chabot, dame de Lugny, fille de François Chabot, marquis de Mirebeau et seigneur de Brion, morte en 1587, dont il eut trois enfants Charles, Claude et Eléonore. Puis il épousa Gabrielle, fille de Melchior des Prez, seigneur de Montpezat, avec qui il eut huit enfants : Henri (mort le 11 octobre 1653), Jacques (tué en 1621), Melchior, Lazare-Gaspard, Guillaume-Léonor, Claude, Anne et Jeanne.
- 1632 : Lazare Gaspard de Saulx-Tavannes, chevalier de Malte, tué en 1637.
- 1646 : Henri de Saulx, mort sans héritier en 1685, laissa à sa nièce Melchior de Bueil de Grimaldi la moitié de ses biens, parmi lesquels la baronnie de Vitry.
- 1686 : Melchior de Bueil de Grimaldi, dame du Donjon, épouse de Broccard de Gyannis, marquis de Sully et comte de Rispe. Elle fit don de la baronnie de Vitry à sa cousine issue de germaine Marguerite-Henriette de Saulx-Tavannes.
- 1696 : Marguerite-Henriette de Saulx-Tavannes, veuve de Louis Eustache de Montsaulnin, marquis de Montal.
- 1714 : Pierre Bruneau, chevalier d’honneur du Châtelet de Paris, seigneur de Champlevrier et autres lieux.
- 1728 : Marguerite de Jarsaillon, veuve de Pierre Bruneau, dame de Vitry.
- 1737 : Denis Robert Bruneau de Vitry, baron de Vitry.
- 1773 : Pierre Etienne Bruneau, chevalier, marquis de Vitry.

### Enseignement

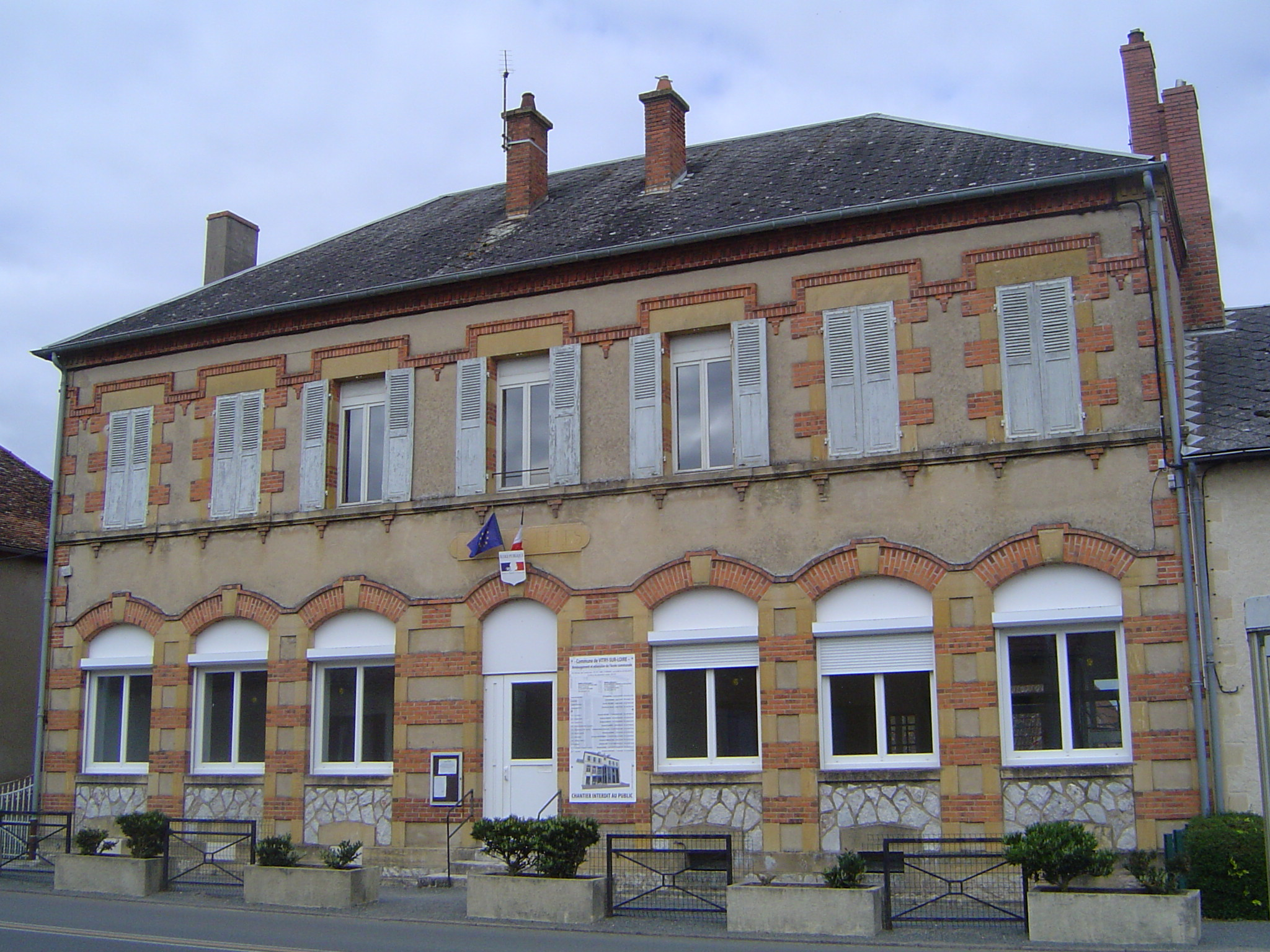
L'école.

## Politique et administration

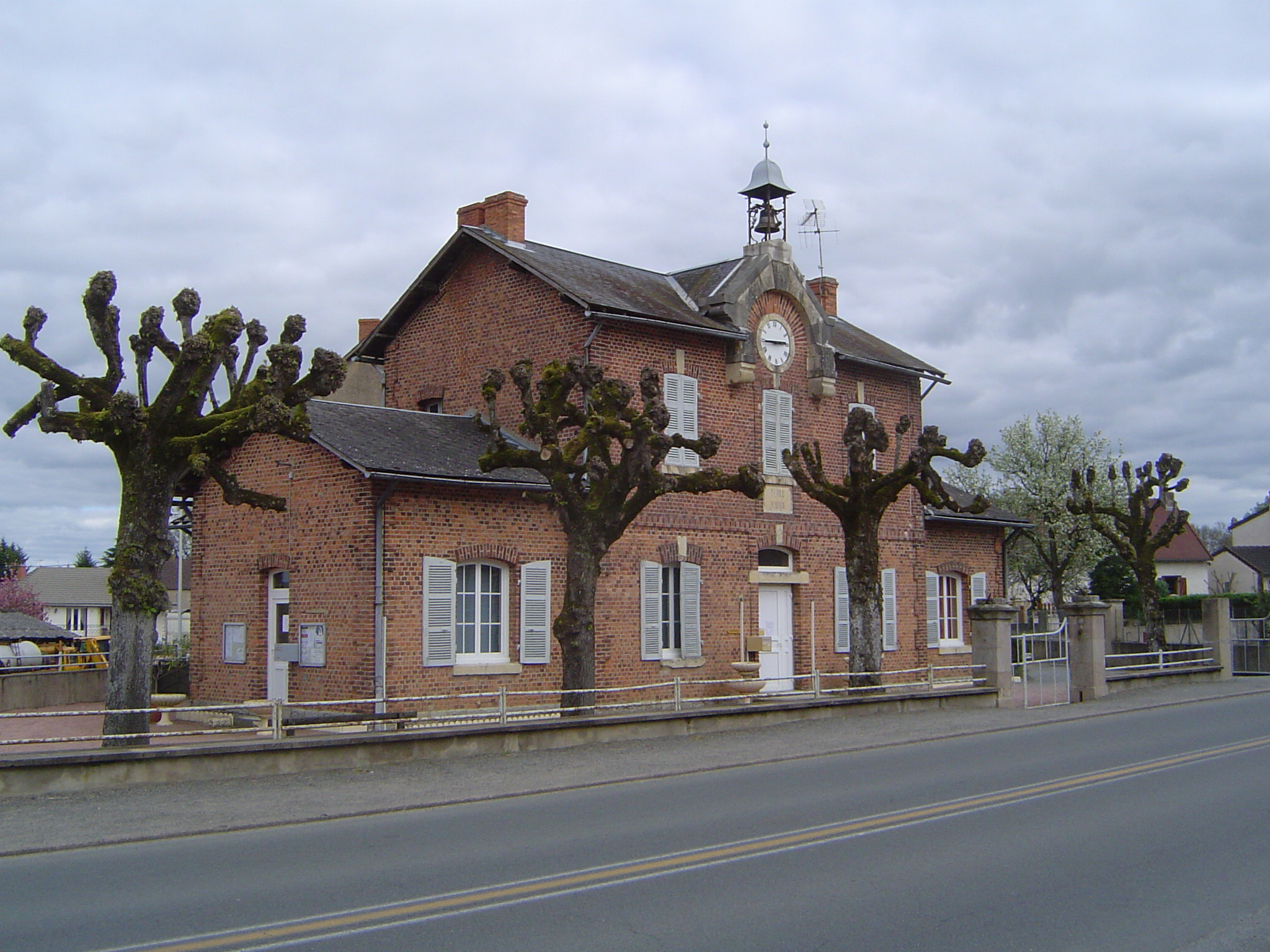
La mairie.

| Période                                  | Période                     | Identité              | Étiquette | Qualité                              |
| ---------------------------------------- | --------------------------- | --------------------- | --------- | ------------------------------------ |
| Les données manquantes sont à compléter. |                             |                       |           |                                      |
| septembre 1799                           | août 1813                   | Jean Marie Cireaud    |           |                                      |
| août 1813                                | octobre 1813                | Jean Pierre Gueugnaud |           |                                      |
| novembre 1813                            | septembre 1830              | François Racine       |           |                                      |
| septembre 1830                           | septembre 1861              | Gilbert Carnat        |           |                                      |
| octobre 1861                             | juin 1863                   | François Prodon       |           |                                      |
| juin 1863                                | mars 1864                   | Charles Baladier      |           |                                      |
| avril 1864                               | octobre 1869                | Etienne Rérolle       |           |                                      |
| novembre 1869                            | avril 1870                  | Jean Baptiste Caquet  |           |                                      |
| mai 1870                                 | mai 1872                    | Louis Guillememin     |           |                                      |
| mai 1872                                 | juillet 1872                | Louis Beauprix        |           |                                      |
| juillet 1872                             | février 1874                | Pierre Menetier       |           |                                      |
| mars 1874                                | juin 1876                   | Jean Baptiste Caquet  |           |                                      |
| juin 1876                                | août 1882                   | Pierre Menetier       |           |                                      |
| septembre 1882                           | mars 1884                   | Jules Chopin          |           |                                      |
| mai 1884                                 | mai 1896                    | Charles Menetier      |           |                                      |
| juin 1896                                | mai 1908                    | Louis Beauprix        |           |                                      |
| juin 1908                                | janvier 1935                | Emile Chopin          |           |                                      |
| mai 1935                                 | octobre 1941                | Albert Husson         |           | révoqué par le Gouvernement de Vichy |
| octobre 1941                             | décembre 1943               | Joseph Perraudin      |           |                                      |
| décembre 1943                            | juillet 1944                | Jean Gateau           |           |                                      |
| juillet 1944                             | janvier 1945                | Agnan Bergeret        |           |                                      |
| janvier 1945                             | mai 1964                    | Albert Husson         |           |                                      |
| juin 1964                                | février 1967                | François Chaussin     |           |                                      |
| avril 1967                               | mars 1989                   | André Lamouche        |           |                                      |
| mars 1989                                | mars 2001                   | Henri Baladier        |           |                                      |
| mars 2001                                | En cours (au décembre 2018) | Patrick Lhuilier      |           | Agriculteur                          |

## Population et société

### Démographie
L'évolution du nombre d'habitants est connue à travers les recensements de la population effectués dans la commune depuis 1793. Pour les communes de moins de 10 000 habitants, une enquête de recensement portant sur toute la population est réalisée tous les cinq ans, les populations de référence des années intermédiaires étant quant à elles estimées par interpolation ou extrapolation. Pour la commune, le premier recensement exhaustif entrant dans le cadre du nouveau dispositif a été réalisé en 2005.

En 2022, la commune comptait 423 habitants, en évolution de −2,98 % par rapport à 2016 (Saône-et-Loire : −1,06 %, France hors Mayotte : +2,11 %).
| 1793 | 1800 | 1806 | 1821 | 1831 | 1836 | 1841 | 1846 | 1851 |
| ---- | ---- | ---- | ---- | ---- | ---- | ---- | ---- | ---- |
| 697  | 716  | 696  | 770  | 751  | 757  | 736  | 772  | 777  |

| 1856 | 1861 | 1866 | 1872 | 1876 | 1881 | 1886 | 1891 | 1896  |
| ---- | ---- | ---- | ---- | ---- | ---- | ---- | ---- | ----- |
| 819  | 882  | 868  | 920  | 931  | 957  | 960  | 964  | 1 000 |

| 1901 | 1906 | 1911 | 1921 | 1926 | 1931 | 1936 | 1946 | 1954 |
| ---- | ---- | ---- | ---- | ---- | ---- | ---- | ---- | ---- |
| 972  | 975  | 868  | 750  | 749  | 658  | 673  | 689  | 633  |

| 1962 | 1968 | 1975 | 1982 | 1990 | 1999 | 2005 | 2006 | 2010 |
| ---- | ---- | ---- | ---- | ---- | ---- | ---- | ---- | ---- |
| 585  | 577  | 520  | 515  | 489  | 460  | 441  | 437  | 456  |

| 2015 | 2020 | 2022 | - | - | - | - | - | - |
| ---- | ---- | ---- | - | - | - | - | - | - |
| 438  | 418  | 423  | - | - | - | - | - | - |

### Manifestations culturelles et festivités
- Fête patronale : 15 août.

## Culture locale et patrimoine

### Lieux et monuments
- Église de l'Assomption, inscrite à l'inventaire des monuments historiques.
- La Croix Pindon, hameau tirant son nom d'une ancienne famille de mariniers-bateliers de la Saône : les Pindon, connus à Vitry-sur-Loire depuis le XVIe siècle[17].

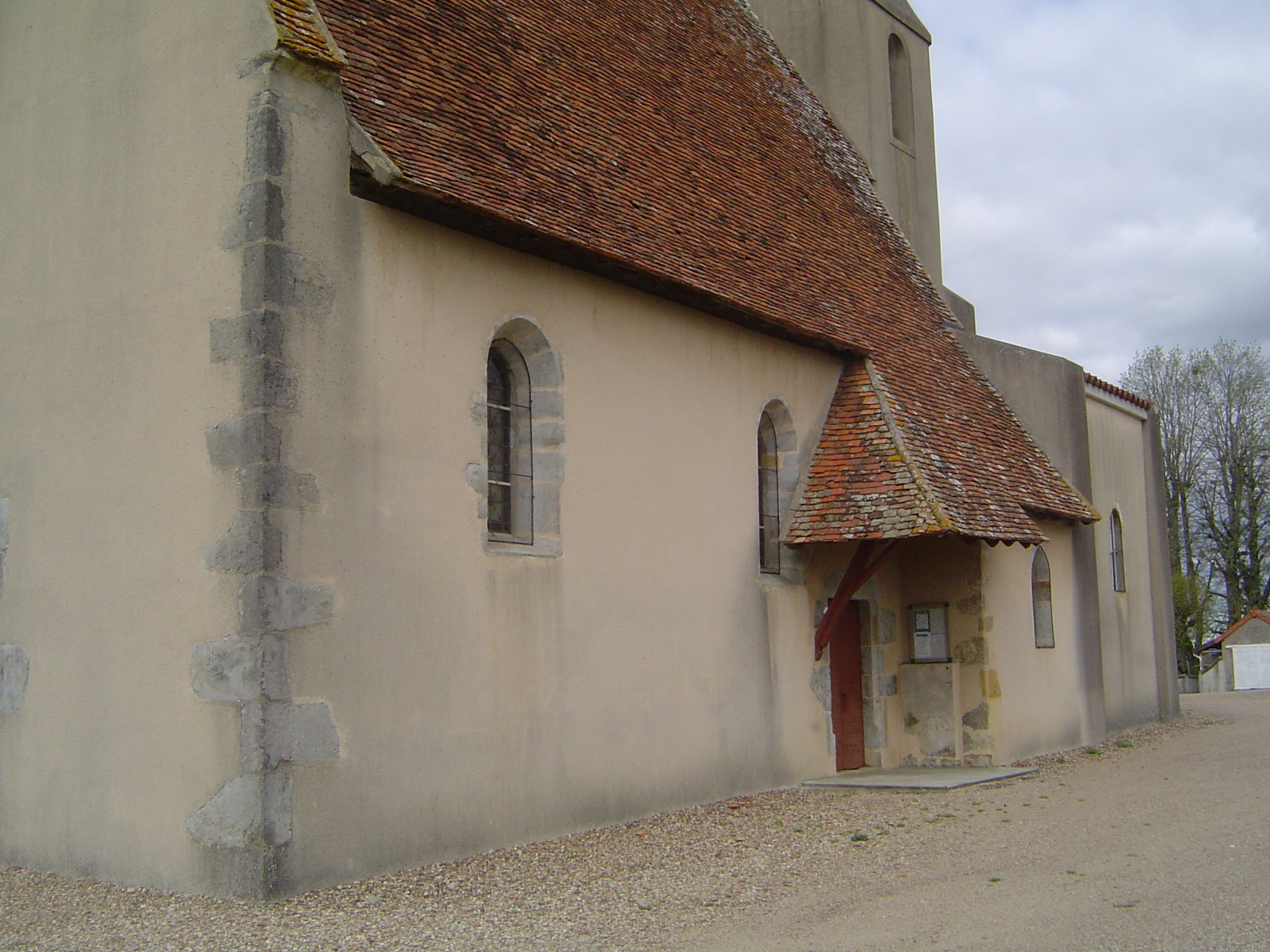
L'église.
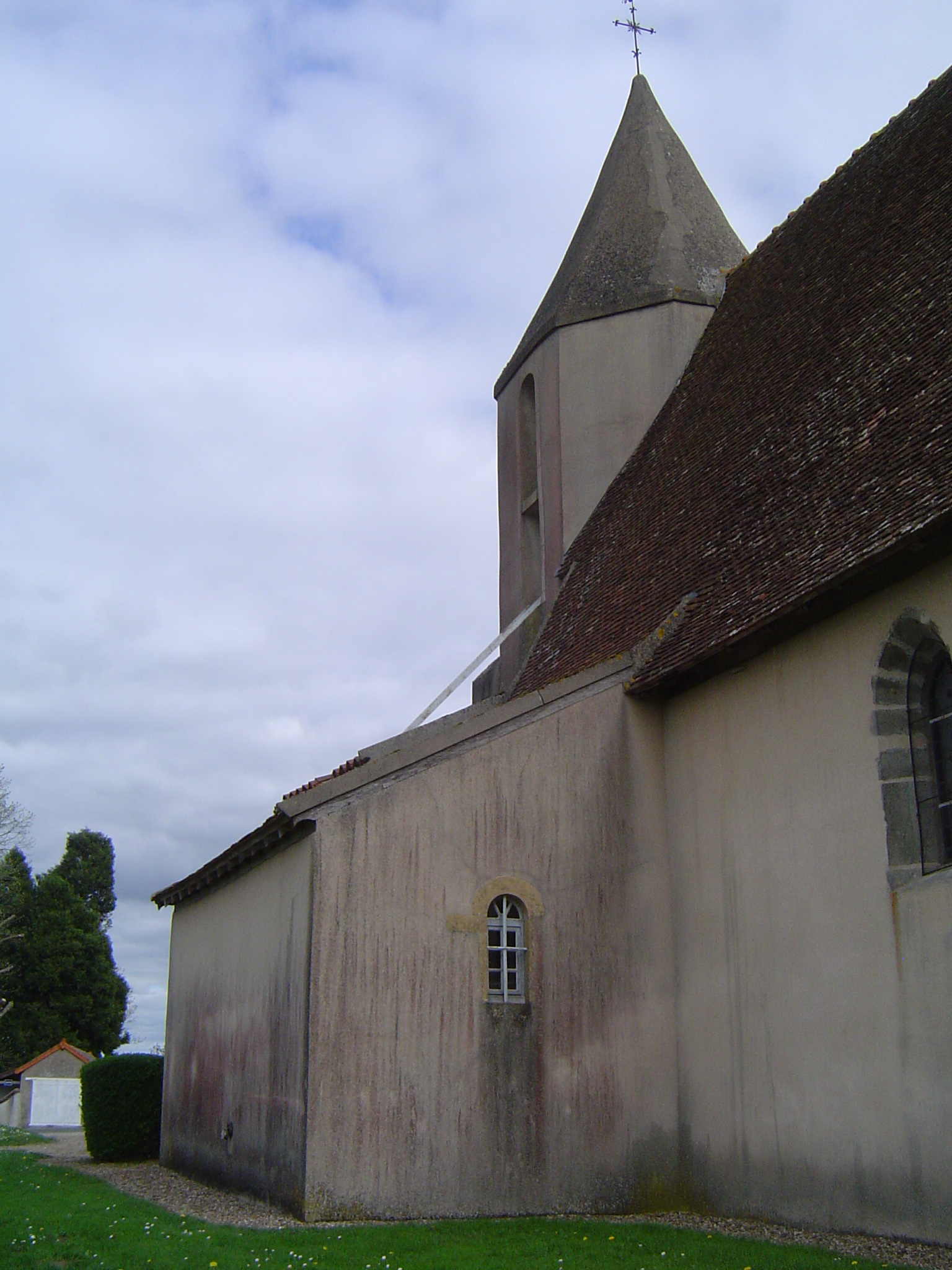
L'église.
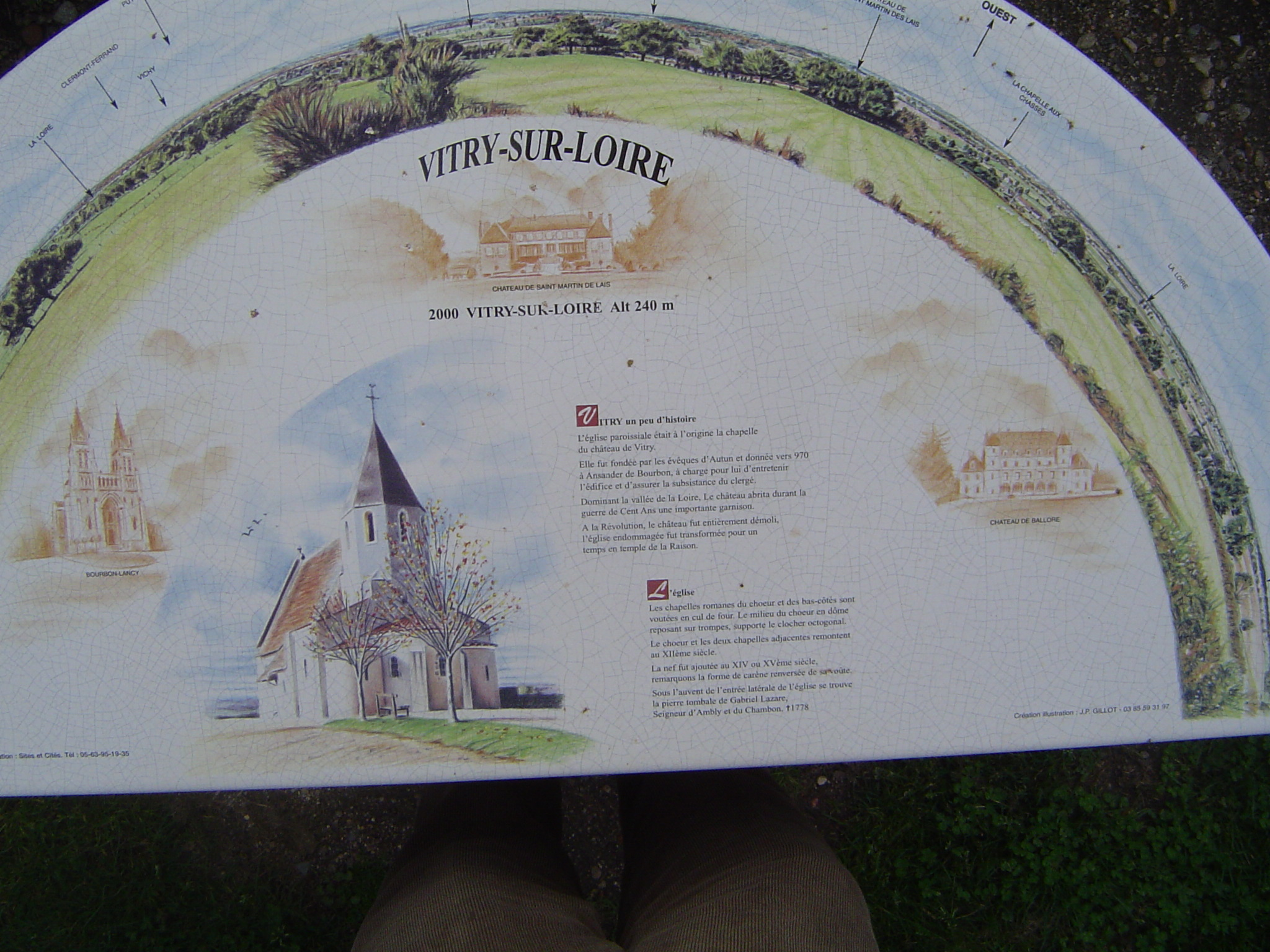
Panorama vu de l'église.
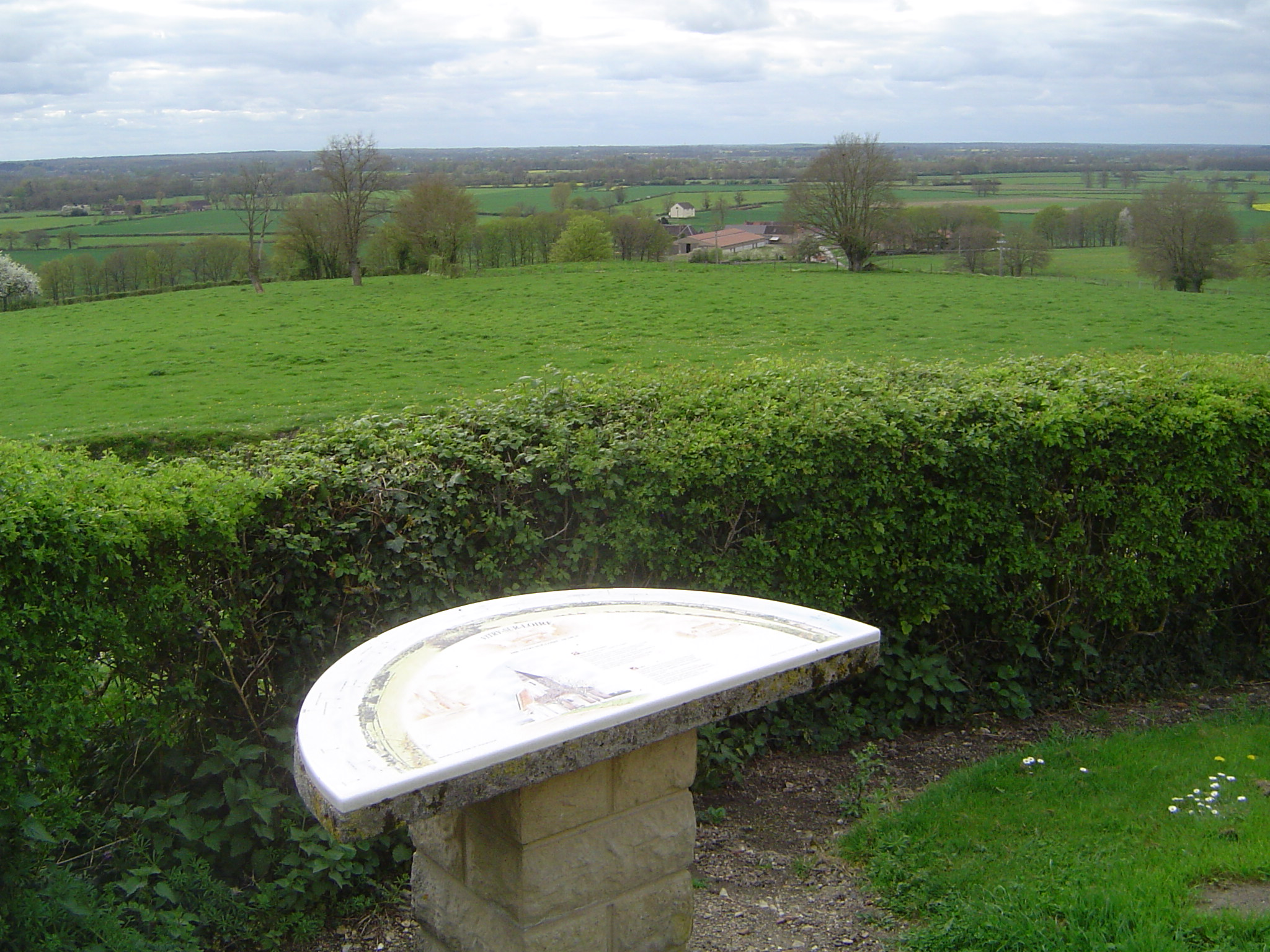
Panorama vu de l'église.
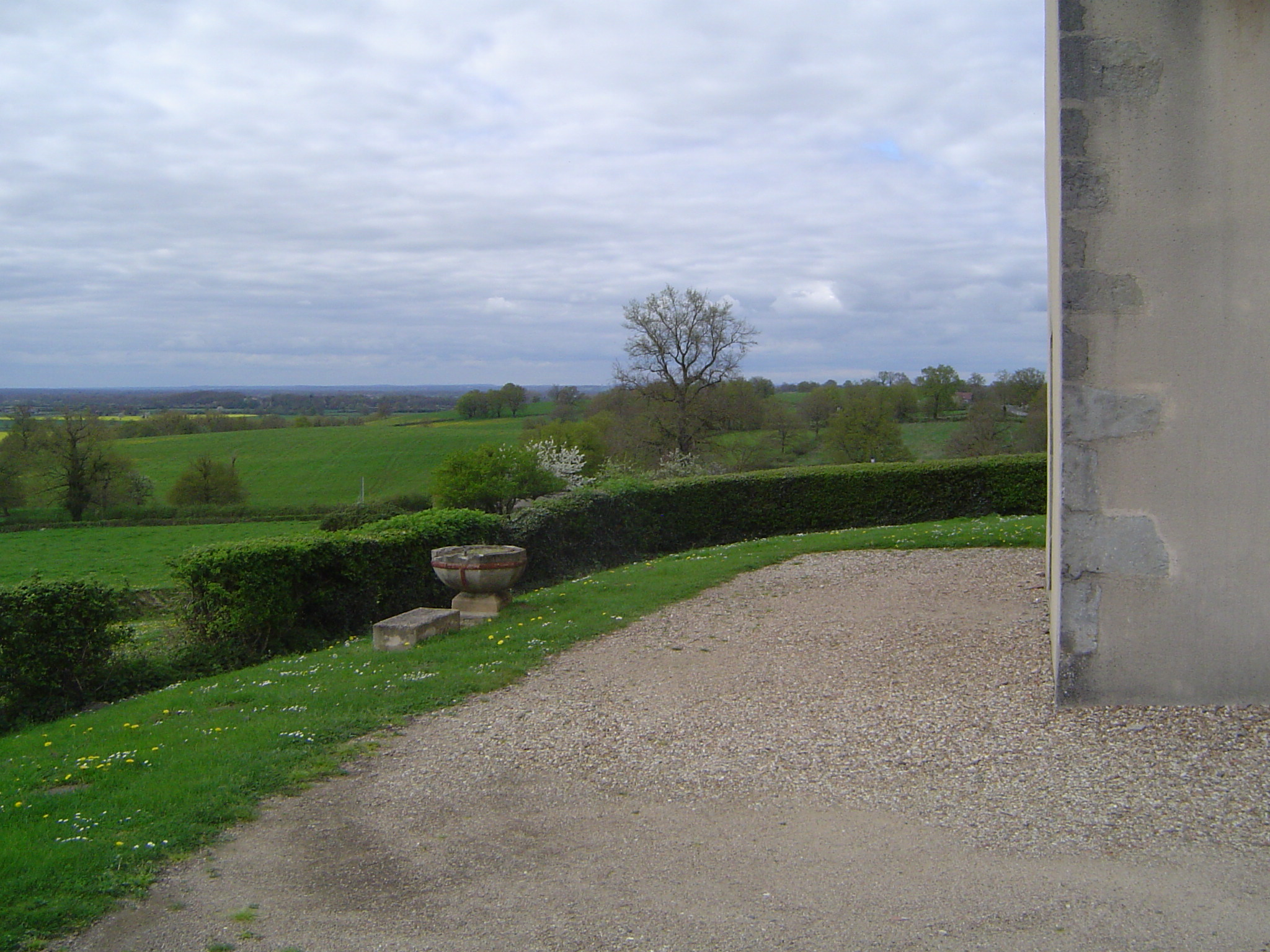
Panorama vu de l'église.
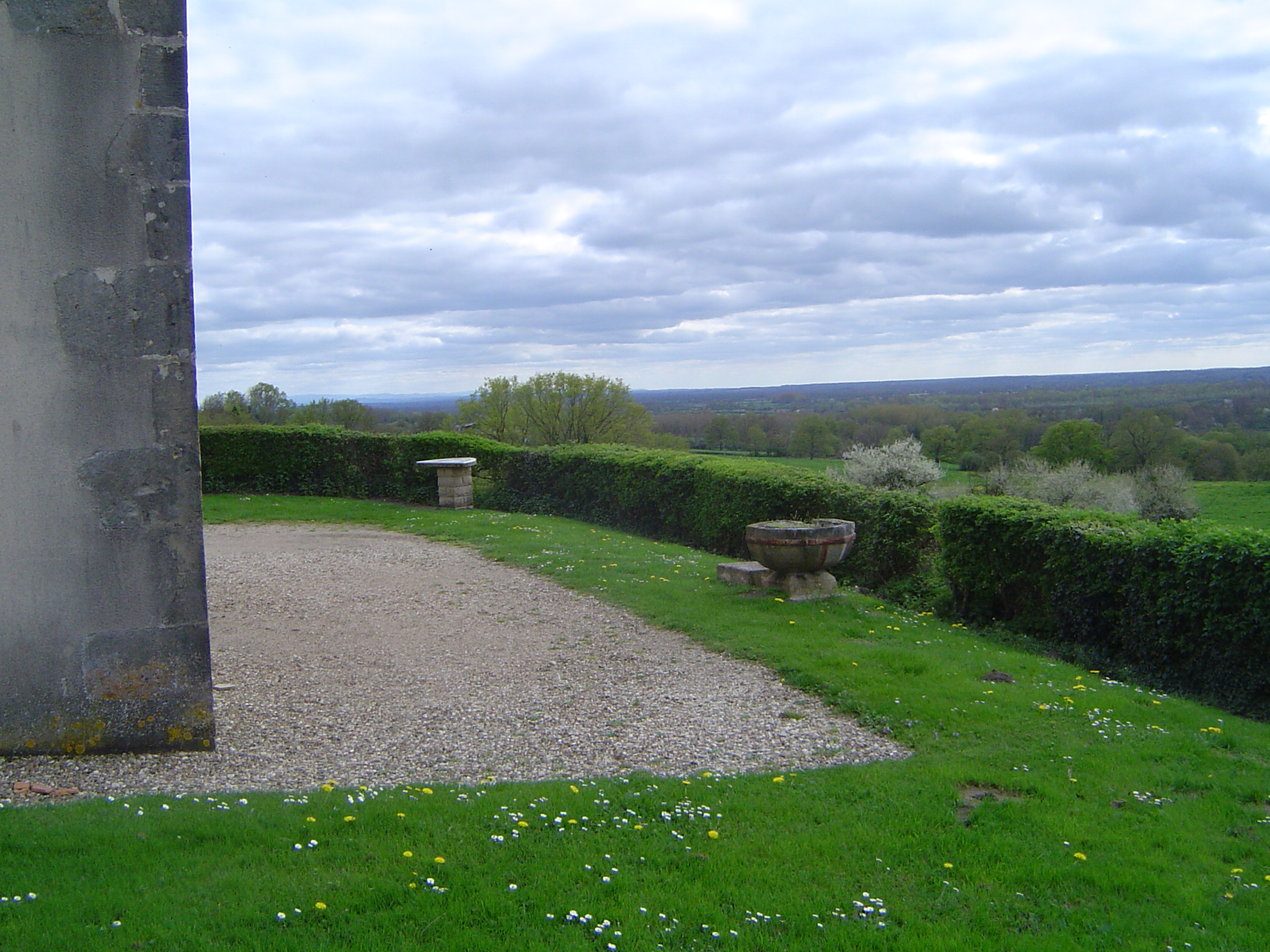
Panorama vu de l'église.
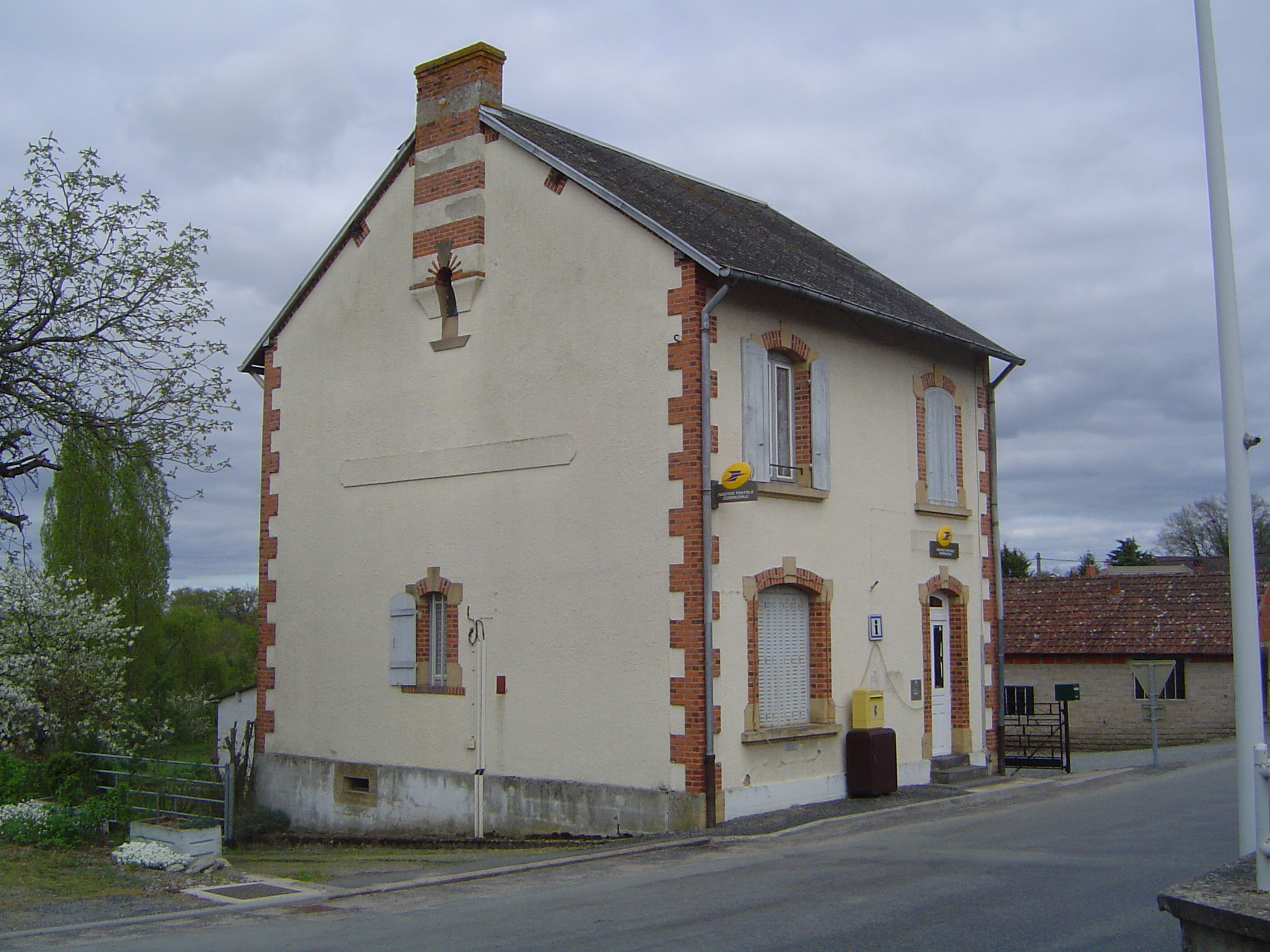
La poste.

### Héraldique
| Blason de Vitry-sur-Loire | Blason  | D'azur à la fasce d'argent, chargée de trois merlettes de sable et accompagnée de trois étoiles d'argent. |
| Blason de Vitry-sur-Loire | Détails | Le statut officiel du blason reste à déterminer.                                                          |

## Pour approfondir